# Barrington (Gloucestershire)
Barrington – wieś w Anglii, w hrabstwie Gloucestershire, w dystrykcie Cotswold. Leży 39 km na wschód od miasta Gloucester i 114 km na zachód od Londynu.